# 테오도르 게페르트
테오도르 게페르트(독일어: Theodor Geppert, 1904년 3월 8일 ~ 2002년 7월 13일)는 서강대학교의 설립자이자 로마가톨릭 예수회 신부이다.
1904년 독일 베스트팔렌에서 태어나 1923년 네덜란드 헤렌버그에서 예수회에 입회한 뒤 1933년 아일랜드 더블린에서 사제 서품을 받았다. 게페르트 신부는 독일 베를린 동방신학원에서 일본어를, 더블린에서 신학을 각각 수학했고, 1940년 스위스 바젤대학교에서 경제학과 수학 박사 학위를 받았다. 1940년 예수회가 설립한 일본 도쿄소재 조치대학 교수로 부임했다. 김수환 추기경은 일본 조치대 시절 그의 제자였다.
1954년 방한, 당시 이승만 대통령과의 면담 등을 통해 대학 설립인가를 받아내 6년 뒤 1960년 예수회 미국 위스콘신 관구의 도움을 받아 미국 리버럴 아츠 칼리지를 모델로 서강대를 개교했다. 1956년에는 재단법인 한국예수회를 발족, 설립하는데 주도적인 역할을 하였다.
일본 도쿄에서 98세의 나이로 선종했다.